# Llangennith, Llanmadoc and Cheriton
Llangennith, Llanmadoc and Cheriton (en anglais) ou Llangynydd, Llanmadog a Cheriton (en gallois) est une communauté de la cité et comté de Swansea, au pays de Galles.

## Géographie
Llangennith, Llanmadoc and Cheriton est une communauté rurale située à l'extrémité occidentale de la péninsule de Gower. Comme son nom l'indique, elle comprend les villages de Llangennith / Llangynydd (en), Llanmadoc / Llanmadog (cy) et Cheriton (cy). La petite île de Burry Holms / Ynys Lanwol en fait également partie.

## Démographie
Au recensement de 2011, la communauté de Llangennith, Llanmadoc and Cheriton comptait 882 habitants.